# Skirsjön, Ångermanland
Skirsjön är en sjö i Sollefteå kommun och Strömsunds kommun i Ångermanland och ingår i Ångermanälvens huvudavrinningsområde. Sjön är 26 meter djup, har en yta på 1,88 kvadratkilometer och befinner sig 224,1 meter över havet. Sjön avvattnas av vattendraget Skirsjöån. Vid provfiske har bland annat abborre, gers, lake och mört fångats i sjön.

## Delavrinningsområde
Skirsjön ingår i det delavrinningsområde (708405-153809) som SMHI kallar för Utloppet av Skirsjön. Medelhöjden är 270 meter över havet och ytan är 6,61 kvadratkilometer. Räknas de 2 avrinningsområdena uppströms in blir den ackumulerade arean 25,35 kvadratkilometer. Skirsjöån som avvattnar avrinningsområdet har biflödesordning 4, vilket innebär att vattnet flödar genom totalt 4 vattendrag innan det når havet efter 144 kilometer. Avrinningsområdet består mestadels av skog (57 procent). Avrinningsområdet har 1,84 kvadratkilometer vattenytor vilket ger det en sjöprocent på 27,8 procent.

## Fisk
Vid provfiske har följande fisk fångats i sjön:
- Abborre
- Gärs
- Lake
- Mört
- Nors
- Sik